# 米兰·耶利奇
米兰·耶利奇（1956年3月26日—2007年9月30日），波斯尼亚和黑塞哥维那塞尔维亚族经济学家、政治家，2006年10月18日当选波黑塞族共和国总统，2007年9月30日心脏病发逝世，终年51岁。
耶利奇在南斯拉夫社会主义联邦共和国莫德里查附近的一条村落出生，在多博伊完成中学课程后，在塞尔维亚苏博蒂察的诺维萨德大学修读经济学系，并在巴尼亚卢卡大学获得博士学位。
代顿协议签订后，耶利奇获选为塞族共和国国民议会议员，他亦担任塞族共和国足球协会和波黑足球协会主席。
2007年9月30日下午，他在莫德里查进行体育活动时心脏病发，失救死亡。
他的儿子佩塔尔·耶利奇是一名足球运动员。